# Gerald Finzi
Gerald Raphael Finzi (Londen, 14 juli 1901 – Oxford, 27 september 1956) was een Brits componist. Hij was zich al op vroege leeftijd bewust van de onzekerheid van het menselijk bestaan. Voor zijn achttiende jaar had hij de dood van zowel zijn vader, drie broers en zijn leraar moeten verwerken. Voor zijn 50ste wist hij dat hij stervende was. Het besef dat er niets zeker is in dit leven is de sleutel tot het werk van Finzi. 
Finzi’s muziek heeft invloeden ondergaan van Elgar, Parry en Vaughan Williams. Net als voor deze componisten was het schrijven van liederen een van de belangrijkste onderdelen van zijn werk. Ongeveer twee derde van zijn muziek bestaat uit vocale stukken die in perfecte harmonie zijn met de gedachtegang van de dichter. Finzi had een uitgesproken voorkeur voor de stem van bariton en net als voor zijn favoriete instrument, de klarinet, heeft hij hiervoor vele composities geschreven.
Finzi deed al het mogelijke om onderschatte componisten zoals Parry uit te voeren. Zijn unieke en waardevolle bibliotheek met meer dan 3000 boeken over Engelse poëzie, filosofie en literatuur is wereldberoemd. In de jaren 20 begon hij aan een pianoconcert, dat hij nooit voltooide, het tweede deel Ecloge voor piano en strijkorkest overleefde zelfstandig. In 1923/4 componeerde hij Requiem da camera als zijn opus 3, maar ook dat werk bleef onvoltooid. Zijn Vioolconcert voltooide hij wel, maar trok het terug. Zijn laatste voltooide werk was zijn Celloconcert opus 40. Voor zijn complete lijst zie het Oeuvre van Gerald Finzi.